# Warszawskie Towarzystwo Muzyczne im. Stanisława Moniuszki

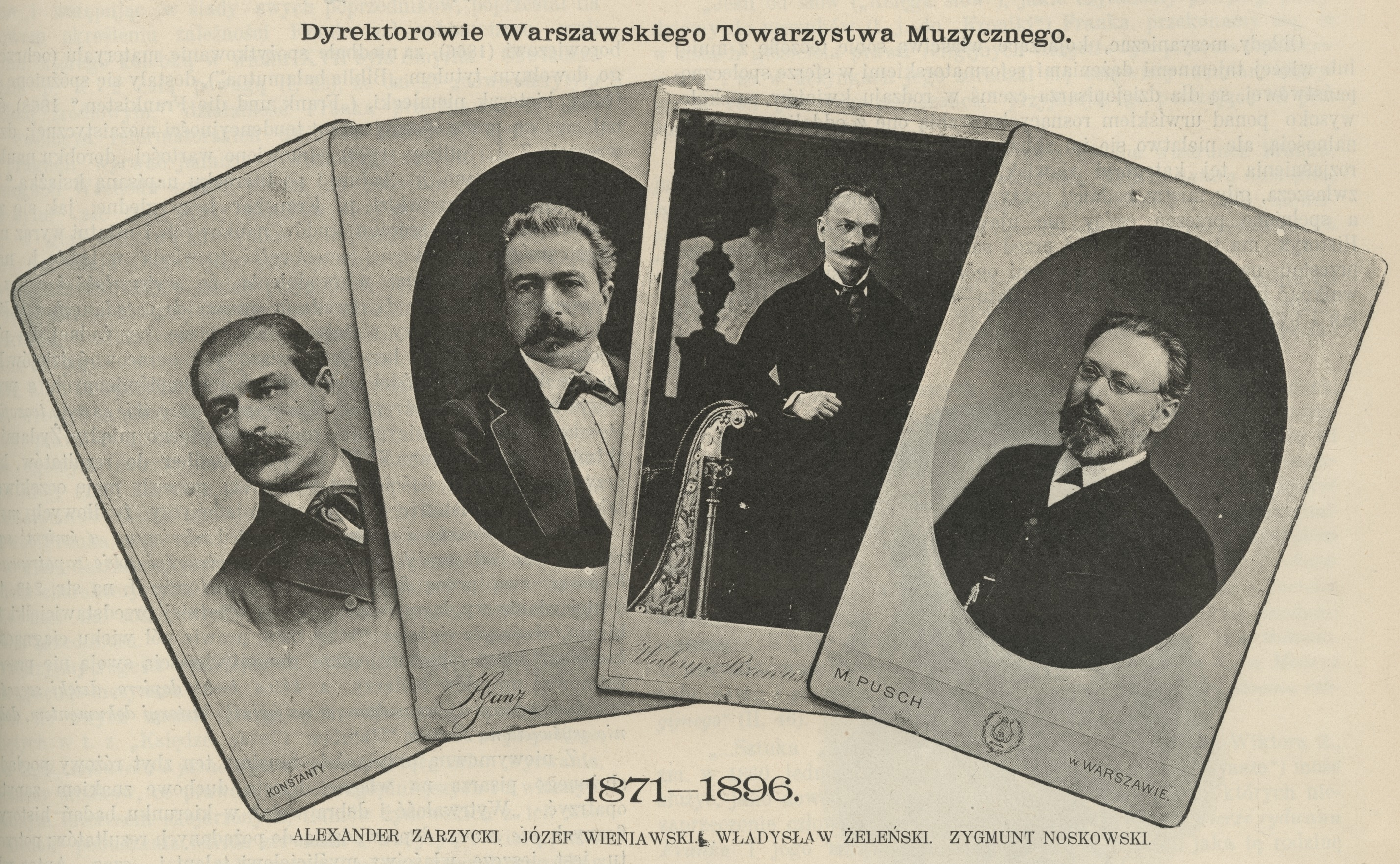
Dyrektorzy Warszawskiego Towarzystwa Muzycznego: Zygmunt Noskowski, Józef Wieniawski, Aleksander Zarzycki i Władysław Żeleński

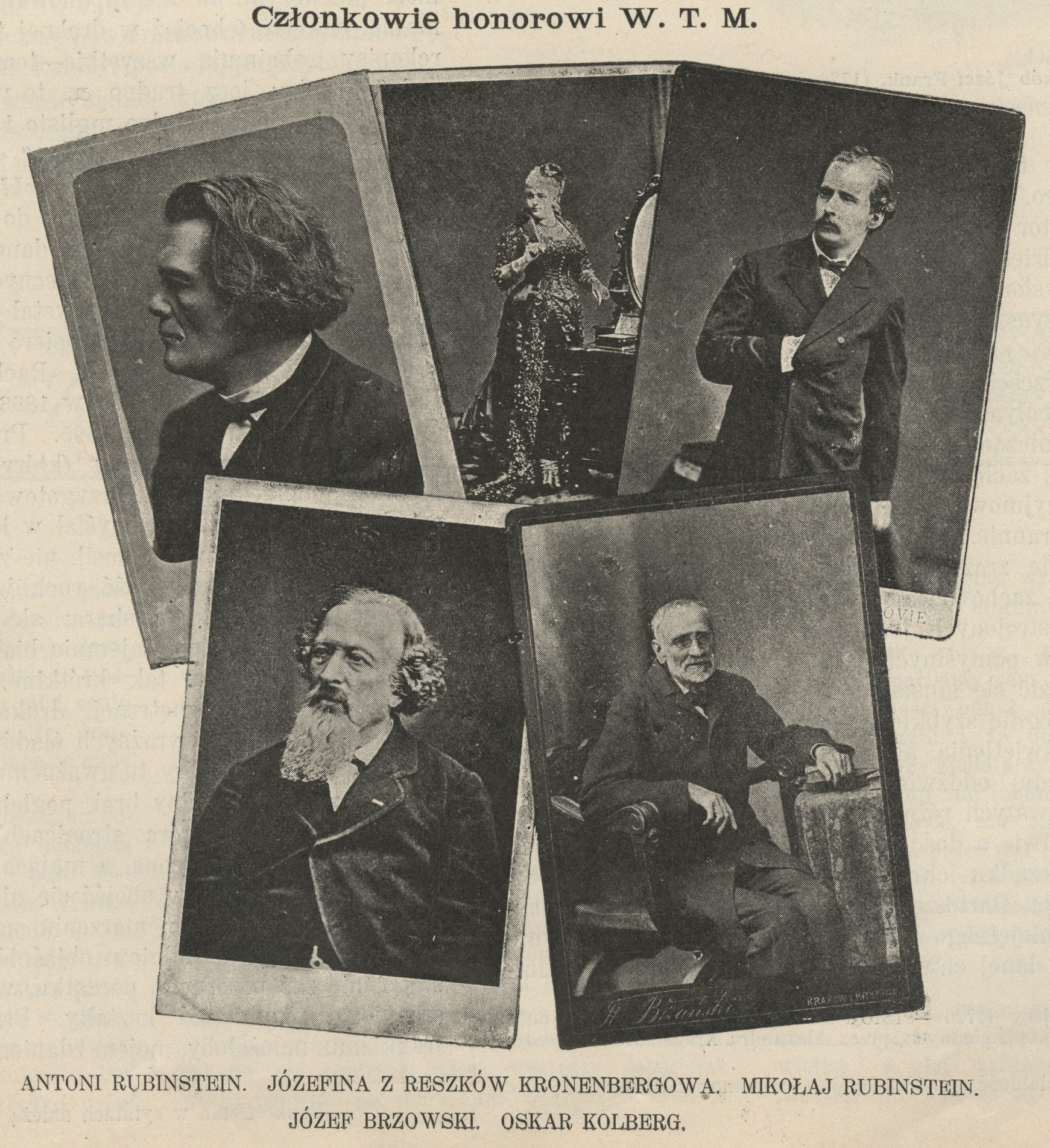
Członkowie honorowi Towarzystwa: Józef Brzowski; Oskar Kolberg; Józefina z Reszków Kronenbergowa; Anton Rubinstein; Nikołaj Rubinstein

Warszawskie Towarzystwo Muzyczne im. Stanisława Moniuszki (WTM) – towarzystwo z siedzibą w Warszawie zajmujące się propagowaniem kultury muzycznej.

## Historia
Towarzystwo zostało założone 15 stycznia 1871 roku, z inicjatywy Władysława Wiślickiego, przy współudziale m.in. Stanisława Moniuszki, Józefa Sikorskiego, Ignacego Krzyżanowskiego, Adama Münchheimera, Wilhelma Troschela, Józefa Wieniawskiego i Jana Kleczyńskiego  (pozostałe osoby to: Sergiusz Muchanow, Marya z hr. Nesselrode Muchanowa, Robert Wolff, Adolf Bogucki, Henryk Toeplitz, Gustaw Sennewald, Ludwik Grossman, August Freyer, Mieczysław Malcz, Teofil Seidler, Antoni Nagórny. Pierwszym prezesem został Siergiej Muchanow, a dyrektorem muzycznym Aleksander Zarzycki.
Początkowo siedziba Towarzystwa mieściła się w gmachu Teatru Wielkiego (1871–1909), a następnie do wybuchu II wojny światowej w Filharmonii Warszawskiej. W okresie powojennym kilkakrotnie zmieniała lokale, aż w 1966 przeniosła się na stałe do Pałacu Szustra.
WTM zorganizowało liczne koncerty i miało własne chóry i amatorską orkiestrę smyczkową, a od początku XX wieku także zespoły kameralne i wokalne oraz małą orkiestrę symfoniczną. W 1884 Towarzystwo utworzyło szkołę muzyczną, który początkowo kierował Noskowski, a później Münchheimer . W 1919 szkoła została przemianowana na Wyższą Szkołę Muzyczną im. Fryderyka Chopina, która latach 1927–1937 organizowała trzy pierwsze edycje Konkursu Chopinowskiego, a w 1935 Międzynarodowy Konkurs Skrzypcowy im. Henryka Wieniawskiego .
Towarzystwo pełniło też rolę współorganizatora przedsięwzięć upamiętniających Fryderyka Chopina i Stanisława Moniuszkę, takich jak:
- sfinansowanie tablicy poświęconej pamięci Chopina w Kościele Świętego Krzyża w Warszawie, gdzie spoczywa jego serce (1880)
- budowa pierwszego w Polsce pomnika Chopina w Żelazowej Woli (1894)
- budowa pomnika Moniuszki w Warszawie (1887)
- przeniesienia zwłok Moniuszki i jego żony do nowego grobowca (1908)

Od 1951 Towarzystwo nosi imię Stanisława Moniuszki.

## Współczesna działalność
W 1966 Towarzystwo zapoczątkowało koncerty w zabytkowych obiektach Warszawy, m.in. w Muzeum Narodowym, w Teatrze na Wyspie w Łazienkach, w pałacu w Wilanowie.
Obecnie najważniejszymi projektami artystycznymi realizowanymi przez WTM są:
- Koncerty w Pałacu Szustra – cykl koncertów odbywających się w siedzibie Towarzystwa od października do końca czerwca, na który składają się koncerty muzyki poważnej, Mała Akademia Muzyki przeznaczona dla dzieci i rodziców oraz Salon Jazzowy.
- Międzynarodowy Festiwal Organowy „Johann Sebastian Bach”, w ramach którego w lipcu i sierpniu odbywają się koncerty w Kościele św. Franciszka w Warszawie i w Katedrze Łowickiej.
- „Królewskie Arkady Sztuki” – interdyscyplinarny festiwal artystyczny realizowany we współpracy z Zamkiem Królewskim w Warszawie oraz Stowarzyszeniem Scena 96, w Arkadach Kubickiego u podnóża Ogrodów Zamkowych.

Towarzystwo zajmuje się również edukacją muzyczną, w ramach której organizuje koncerty edukacyjne przeznaczone dla szkół i przedszkoli. Prowadzi także ogniska muzyczne, będące niepublicznymi placówkami oświatowymi, realizującymi program szkoły muzycznej I stopnia.

## Biblioteka, Muzeum i Archiwum
Wraz z powstaniem WTM w 1871 utworzono również Bibliotekę, w 1958 przyjęto nazwę Biblioteka, Muzeum i Archiwum. Posiada zbiór nut drukowanych, książek, czasopism, rękopisów muzycznych (nuty, korespondencje, pamiętniki, libretta), ikonografii i nagrań dotyczących polskiej kultury muzycznej XIX i pierwszej połowy XX wieku.
Do najcenniejszych części zbioru należą spuścizny kompozytorskie (m.in. Stanisława Moniuszki, Mieczysława Karłowicza, Zygmunta Noskowskiego, Ignacego Feliksa Dobrzyńskiego, Józefa Stefaniego), prywatne kolekcje (m.in. Józefa Sikorskiego, Adama Münchheimera, Jana Karłowicza) oraz listy (m.in. Fryderyka Chopina, Karola Szymanowskiego, Stanisława Moniuszki, Mieczysława Karłowicza i Zygmunta Noskowskiego) .

## Prezesi WTM
(na podstawie materiału źródłowego)
- 1871–1875 – Siergiej Muchanow (prezes) i Aleksander Zarzycki (dyrektor artystyczny)[3]
- 1875–1878 – Józef Wieniawski
- 1878–1880 – Władysław Żeleński
- 1880–1902 – Zygmunt Noskowski
- 1902–1905 – Michał Marian Biernacki
- 1905 – Mieczysław Karłowicz
- 1906–1925 – Bolesław Domaniewski
- 1925–1928 – Witold Maliszewski
- 1928–1939 – Adam Wieniawski
- 1950–1952 – Piotr Rytel
- 1959–1966 – Piotr Perkowski
- 1966–1969 – Janusz Urbański
- 1969–1974 – Mirosław Dąbrowski
- 1974–1977 – Henryk Zarzecki
- 1977–1992 – Stefania Woytowicz
- 1992–2019 – Anna Malewicz-Madey
- od 2019 – Maria Korecka-Soszkowska[12]